# Monica Ghiuță
Monica Ghiuță (Moldvahosszúmező, 1940. július 26. – 2019. július 28.) román színésznő.

## Filmjei
- Vremea zapezilor (1966)
- Subteranul (1967)
- Két élet egy halálért (Doi barbati pentru o moarte) (1969)
- Decolarea (1971)
- Puterea si adevarul (1972)
- A banditák alkonya (Cu mâinile curate) (1972)
- Tata de Duminica (1974)
- A fiatalság elixírje (Elixirul tineretii) (1975)
- Hárman a világ végén (Toamna bobocilor) (1975)
- Túl a hídon (Dincolo de pod) (1976)
- Férfiak nélkül (Iarna bobocilor) (1977)
- Ciocolata cu alune (1979)
- Muntii în flacari (1980)
- Iata femeia pe care o iubesc (1981, tv-film)
- Egy festő tragédiája (Stefan Luchian) (1981)
- Foci bundában (Totul pentru fotbal) (1982)
- Raliul (1984)
- Taina jocului de cuburi (1990)
- Drumul câinilor (1992)
- Kihajolni veszélyes (È pericoloso sporgersi) (1993)
- Szabadidő (Timpul liber) (1993)
- Oglinda (1994)
- Senki gyermekei (Nobody's Children) (1994, tv-film)
- Dark Angel: The Ascent (1994)
- A részleg (1995)
- In fiecare zi e noapte (1995, rövidfilm)
- Une mère comme on n'en fait plus (1997, tv-film)
- Faimosul paparazzo (1999)
- Fii cu ochii pe fericire (1999)
- Proprietarii de stele (2001)
- Filantrópia, avagy emberbaráti szeretet (Filantropica) (2002)
- Binecuvântatã fii, închisoare (2002)
- Logodnicii din America (2007)
- A lefejezett kakas (Der geköpfte Hahn) (2007)
- Umilinta (2011)
- Carmen (2013)